# Bettendorf (Noordrijn-Westfalen)
Bettendorf is een plaats in de Duitse gemeente Alsdorf, deelstaat Noordrijn-Westfalen.
Alsdorf-Mitte · Begau · Bettendorf · Blumenrath · Broicher Siedlung · Busch · Duckweiler · Duffesheide ·Hoengen · Kellersberg · Mariadorf · Neuweiler · Ofden · Schaufenberg · Siedlung Ost · Warden · Zopp

Stedenregio Aken · Regierungsbezirk Keulen · Noordrijn-Westfalen